# Carlota coigue
Carlota coigue – gatunek chrząszcza z rodziny sprężykowatych i podrodziny Agrypninae, jedyny z monotypowego rodzaju Carlota. Endemit chilijskich lasów walwidyjskich.

## Taksonomia
Rodzaj i gatunek typowy opisane zostały po raz pierwszy w 2014 roku przez Elizabeth T. Arias-Bohart na łamach „ZooKeys”. Jako lokalizację typową wskazano Flor del Lago Ranch Villarrica w chilijskim regionie Araukania. Nazwę rodzajową autorka nadała na cześć matki, Carloty Tobar Vegi, zaś epitet gatunkowy pochodzi od słowa coigüe − zwyczajowej nazwy bukana Nothofagus dombeyi.

## Morfologia
Chrząszcz o wydłużonym ciele długości od 3,7 do 4,2 raza większej niż szerokość; u holotypu długości 8,6 mm i szerokości 2,2 mm. Wierzch ciała jest krótko i gęsto owłosiony. Głowa jest czarna, poprzeczna, o wyłupiastych i nieowłosionych oczach, silnych listwach nadczułkowych, zaopatrzonym w żeberko rejonie czołowo-nadustkowym, poprzecznej i niewielkiej wardze górnej oraz czułkach zbudowanych z jedenastu członów, z których te od trzeciego do dziesiątego są mocno piłkowane. Przedplecze jest kwadratowawe, o bokach zaopatrzonych w żeberka. Ubarwienie ma czarne z rudą, trójkątną łatką w tyle. Tarczka cechuje się pomarańczowym środkiem. Ciemnobrązowe do czarnych pokrywy mają dobrze zaznaczone barki, a boki równoległe do ⅔ długości i dalej stopniowo zbieżne ku zaokrąglonym wierzchołkom. Na każdej występuje 10 słabo zaznaczonych, punktowanych rzędów. Skrzydła tylne charakteryzują się 3,4 raza dłuższą niż szerszą komórką radialną, bardzo długą podstawą żyłki radialnej tylnej, pętlą żyłki radialnej i medialnej tworzącą wąsko zaostrzony kąt oraz nierozdwojoną żyłką MP3+4 zakrzywioną ku żyłce MP1+2. Płaskie, głęboko punktowane przedpiersie wypuszcza wąski u nasady i rozszerzony dalej wyrostek międzybiodrowy. Hypomery pozbawione są modyfikacji. Szwy notosternalne są kompletne, głównie proste, tylko w tyle zakrzywione. Rowki do chowania czułków są krótkie i nie przekraczają połowy długości szwów. Śródpiersie pozbawione jest wcięcia na przedzie, a część tylną ma spiczasto zakończoną. Odnóża są brązowe z czarnymi szczecinkami. Biodra tylnej pary umieszczone są ukośnie. Wszystkie stopy mają trzy pierwsze człony wydłużone, czwarty mniejszy, empodium krótkie, a pazurki niezmodyfikowane. Na zapiersiu i sternitach odwłoka brak jest rowków do chowania stóp. Genitalia samicy zawierają kulistą torebkę kopulacyjną z zesklerotyzowaną strukturą w kształcie grzebienia. Samiec ma natomiast symetrycznej budowy edeagus oraz paramery z wierzchołkami wykształconymi w formie kulki z haczykiem.

## Ekologia i występowanie
Sprężykowaty ten występuje w waldiwijskich lasach deszczowych. Spotykany jest na rzędnych od 300 do 1500 m n.p.m. Poławiany był m.in. przez odymianie koron drzew.
Owad neotropikalny, endemiczny dla Chile. Znany jest z prowincji Malleco i Cautín w regionie Araukania, regionu Ñuble oraz prowincji Curicó w regionie Maule.